# Лиджин Худук
Лиджин-Худук (калм. Лиҗин Худуг - колодец Лиджи) — сельский населённый пункт в Октябрьском районе Калмыкии, входит в состав Цаган-Нурского сельского муниципального образования.

## География
Лиджин-Худук  расположен в северо-западной части Прикаспийской низменности. Посёлок находится в 21 километре к северу от посёлка Цаган-Нур.

## История
Дату основания посёлка установить не удалось, однако можно предположить, что оседлое поселение на этом месте возникло в начале 1920-х годов в рамках политики привлечения к оседлости коренного населения. Название Лиджин-Худук использовалось вплоть до начала 1950-х годов, однако на административной карте Астраханской области 1956 года посёлок обозначен под названием Дмитриевский. Впоследствии был переименован в посёлок Мирный. Дату переименования установить не удалось, но это название используется на карте 1984 года. Историческое название было возвращено в 1990-е годы.

## Население
| 2002 | 2010 |
| ---- | ---- |
| 37   | ↘15  |

Национальный состав
Согласно результатам переписи 2002 года в посёлке проживали калмыки (100 %)
| Национальность | Численность (2010) | Процент |
| -------------- | ------------------ | ------- |
| Калмыки        | 15                 | 100%    |
| Всего          | 15                 | 100%    |